# Prosper Poullet
Prosper vicomte Poullet (Louvain, 5 mars 1868 - 3 décembre 1937) est un homme politique belge appartenant à l'aile démocrate chrétienne du Parti catholique. Docteur en philosophie et lettres et docteur en droit, il fut une figure marquante du mouvement flamand et entama sa carrière politique comme député en 1908. Il occupe les fonctions de Premier ministre de 1925 à 1926, à la tête d'un gouvernement de coalition entre catholiques et socialistes. Le 30 décembre 1925, Prosper Poullet obtient le titre de vicomte, transmissible par primogéniture.

## Biographie

Blason famille Poullet

Prosper Antoine Marie Joseph Poullet, né le 5 mars 1868, est le fils d'Edmond Poullet (1839-1882) et de Pauline Ernst (1840-1903). Il naît dans une famille d'officiers, de magistrats et de professeurs. Son père est professeur en histoire à l'Université de Louvain, avocat, membre de l'Académie royale de Belgique, et le petit-fils d'Yves Poullet, homme politique et notable brabançon. Il se marie en 1894 avec Marie-Louise de Monge de Franeau (Louvain 1871-1953). Ils ont six enfants. 
Après des études secondaires auprès des joséphites à Louvain, il fait ses études universitaires à Louvain et obtient les diplômes de docteur en droit et de docteur en philosophie et lettres. Dès 1893 il est nommé chargé de cours, ensuite professeur à la même université, tant auprès de la faculté de droit que de l'école des sciences politiques et sociales.
En tant que membre de l'aile démocrate-chrétienne du parti catholique, il a une carrière brillante et est titulaire de nombreux mandats politiques importants.
Il meurt en 1937.

## Mandats politiques
De 1904 à 1911, Poullet est conseiller communal de Louvain et de 1900 à 1908 conseiller provincial du Brabant.
De 1908 jusqu'à sa mort, il est membre de la Chambre des représentants de Belgique. Il en est le président lors de la session 1918-1919.
De 1911 jusqu'à peu de temps avant sa mort, il occupe plusieurs fois des postes de ministre, à la tête de différents départements. Sa carrière politique est couronnée par la fonction de premier-ministre qu'il occupe en 1925-1926.

## Le gouvernement Poullet
Après les élections législatives du 5 avril 1925, la formation d'un ministère s'avère très laborieuse. Un gouvernement Charles de Broqueville (coalition catholiques et libéraux) ne se réalise pas et un gouvernement (homogène catholique) Aloys Van de Vyvere ne tint qu'une semaine. Le 17 juin 1925, Prosper Poullet obtient la confiance pour un gouvernement catholique-socialiste. Poullet ne réussit toutefois pas à faire entrer des membres de son parti, appartenant à l'aile conservatrice. Il doit se contenter de membres de l'aile démocrate-chrétienne.
Il a donc, à côté de lui, comme représentant du mouvement social-chrétien : Paul Tschoffen, Aloys Vande Vyvere et Henri Carton de Tournai. Le 10 décembre 1925 s'y ajoute Pierre de Liedekerke de Pailhe. Le Parti Ouvrier Belge est représenté par Émile Vandervelde, Camille Huysmans, Alfred Laboulle, Joseph Wauters et Edouard Anseele.
Trois 'techniciens' montèrent à bord : les libéraux Edouard Rolin-Jaequemyns et Prosper Kestens, et le catholique Albert-Édouard Janssen.
Paul Tschoffen, Prosper Kestens et Aloys Vande Vyvere démissionnèrent en cours de route.
Le 19 mai 1926, après seulement onze mois, le gouvernement Poullet présenta sa démission, sans avoir attendu un vote de confiance ou de défiance au parlement. Le jour suivant une tripartite catholiques-libéraux-socialistes fut constituée par Henri Jaspar.  Lors de la chute du ministère Jaspar au mois de mai 1931, le Roi fit appel à son concours pour l’inviter à reconstituer le nouveau gouvernement. 

## Portefeuilles ministériels
Poullet dirigea les départements suivants :
- Ministre des Arts et des Sciences, 1911-1918 ;
- Ministre des chemins-de-fer et des P.T.T., 1919-1920 ;
- Ministre de l'Intérieur, 1924-1925, 1932-1934 ;
- Ministre des affaires économiques, 1925 ;
- Ministre de la Justice, 1925-1926 ;
- Ministre de la Défense, 1926.

## Autres fonctions
Ses responsabilités politiques et universitaires l'amenèrent souvent à accepter des fonctions diverses, parmi lesquelles : 
- Représentant de la Belgique à la Société des Nations ;
- Vice-président de l'Institut de droit international, privé et public ;
- Membre de la Cour permanente d'arbitrage à La Haye ;
- Vice-président du Fonds national de la recherche scientifique ;
- Vice-président de l'Académie Diplomatique internationale ;
- Président du Bond van Vlaamse rechtsgeleerden.

## Publications
- Les institutions françaises de 1794 à 1814. Essai sur les origines des institutions belges contemporaines, Bruxelles, 1907 ;
- Manuel de droit privé international, Louvain, 1925 ;
- « La question flamande », in: Revue catholique des idées et des faits, 1921 ;
- « Le problème des langues », in: Revue catholique des idées et des faits, 1922 ;
- Essai sur les origines des institutions belges contemporaines.

## Hommages et Distinctions
Le 30 décembre 1925, il reçoit le titre nobiliaire de vicomte, transmissible par ordre de primogéniture masculine. 
Il est fait ministre d'État le 20 mai 1926.
Une avenue à Louvain est baptisée « Prosper Poulletlaan » et une avenue à Middelkerke « Prosper Poulletstraat ». Il a notamment reçu les distinctions honorifiques suivantes :
- Grand-croix de l'ordre de la Couronne (Belgique) ;
- Grand officier de l'ordre de Léopold en 1919 (Belgique) ;
- Grand-croix de la Légion d'honneur (France) ;
- Chevalier grand-croix de l'ordre du Lion d'or de la maison de Nassau (Pays-Bas) ;
- Grand cordon de l'ordre de la Couronne d'Italie[2];
- Commandeur de l'ordre de Saint-Olaf (Norvège).